# 881 Athene
881 Athene
881 Athene là một tiểu hành tinh ở vành đai chính. Nó được Max Wolf phát hiện ngày 22.7.11917 ở Heidelberg, và được đặt theo tên nữ thần Athena, trong thần thoại Hy Lạp.